# Prokópis Pavlópoulos
Prokópis Pavlópoulos (en griego: Προκόπης Παυλόπουλος, Kalamata, 10 de julio de 1950) es un abogado y político griego, expresidente de la República Helénica (2015-2020).
Ha sido diputado por Nueva Democracia (1990-2014) y ministro del Interior (2004-2009). Fue sucedido por Katerina Sakellaropoulou el 13 de marzo de 2020, quien se convirtió en la primera mujer en ejercer la presidencia de Grecia.

## Biografía
Pavlopoulos nació en Kalamata, hijo del director de secundaria y profesor de estudios clásicos Vasilios Pavlopoulos, y creció en la misma ciudad.  Después de terminar la escuela en su ciudad natal, ingresó en la Facultad de Derecho de la Universidad de Atenas en 1968.
Continuó, a nivel de posgrado, sus estudios en París y específicamente en la Universidad Panthéon-Assas. En 1974 recibió el Diploma de Estudios Avanzados de Derecho Público y en 1977 obtuvo un doctorado honoris causa (Doctor de Estado). Luego regresó a Grecia para cumplir su servicio militar en el Ejército Helénico (1978-79).  Fue elegido profesor en la Universidad de Atenas en 1980, y fue ascendido a Lector en 1981. En 1983 se convirtió en Profesor Asistente y fue ascendido a Profesor Asociado en 1986. En 1989, fue elegido Profesor (Titular) de Derecho Administrativo.  En 1986, Pavlopoulos fue profesor adjunto en la Universidad Panthéon-Assas. A su regreso a Grecia, trabajó como abogado, manteniendo durante algún tiempo un despacho de abogados junto con el profesor de derecho público, Níkos Alivizátos.
En el período 1991-1992 fue director del Departamento de Derecho Público de la Facultad de Derecho de la Universidad de Atenas, mientras que también ha sido profesor visitante de Derecho Público con énfasis en Derecho Administrativo en la Facultad de Derecho de la Universidad Europea de Chipre.
Ha sido miembro del consejo de la Fundación Helénica para la Cultura y vicepresidente del consejo de Ellinikí Radiofonía Tileórasi.
Está casado con Vlasía Peltsemí - Pavlopoúlou (originaria de Stavroúpoli Xánthis) y tienen tres hijos: Vasíli, María y Zoí.
Vive permanentemente en Néo Psychikó.

## Trayectoria
Pavlopoulos fue secretario del primer presidente de la metapolitefsi, Michail Stasinopoulos, en 1974.  De noviembre de 1989 a abril de 1990, sirvió como ministro suplente de la Presidencia y portavoz del gobierno en el gobierno ecuménico encabezado por Xenophon Zolotas. Fue jefe de la oficina legal del presidente Konstantinos Karamanlis de 1990 a 1995, y asesor político de Miltiadis Evert, entonces presidente de Nueva Democracia, desde septiembre de 1995.  Fue elegido miembro del Parlamento por el partido Nueva Democracia en las elecciones parlamentarias de 1996; en las elecciones parlamentarias de 2000, fue elegido diputado por el distrito electoral de Atenas A. Fue nombrado portavoz de prensa e información de Nueva Democracia por Evert el 20 de abril de 1996; posteriormente se convirtió en su portavoz parlamentario el 14 de abril de 2000.  Pavlopoulos fue reelegido sucesivamente para Atenas A en las elecciones de 2000, 2004, 2007, 2009 y 2012.

### Ministro del Interior (2004-2009)
Tras las elecciones legislativas de marzo de 2004 , ganadas por Nueva Democracia, Pavlopoulos se convirtió en ministro del Interior, Administración Pública y Descentralización en el nuevo gobierno del primer ministro Kostas Karamanlis el 10 de marzo de 2004.  En el gobierno designado tras la victoria de Nueva Democracia en las elecciones parlamentarias de septiembre de 2007 , el Ministerio del Interior se fusionó con el Ministerio de Orden Público; Pavlopoulos se convirtió en ministro del Interior y Orden Público.
Es miembro del Comité Central de Nueva Democracia y el 29 de julio de 2004 fue designado miembro del Consejo Político del partido como uno de los siete candidatos a diputado; no fue necesaria ninguna votación porque sólo había siete escaños disponibles en el Consejo.

#### Contrataciones
Con un decreto presidencial, cerca de treinta y cinco mil contratistas pasaron a ser permanentes, aunque como señala, se vio obligado porque varios empleados habían sido contratados por tiempo indefinido y estaban retenidos por el gobierno.
Durante los cinco años del gobierno de Grecia por Karamanlis, con la aprobación de Pavlopoulos, se realizaron 865.132 contrataciones en el sector público. Las famosas etapas, el 60% de las cuales se realizaron con procedimientos que no fueron supervisados por la ASEP.

#### Escándalos
Después de los grandes incendios en Parnitha y Halkidiki, Pavlopoulos recibió fuertes críticas por el desastre, ya que el mecanismo estatal parecía no funcionar correctamente, lo que resultó en la quema de enormes áreas forestales. Ciudadanos y medios de comunicación pidieron al entonces ministro del Interior que dimitiera, pero éste se negó.
En 2005 se reveló que su colaborador cercano Thanasis Houpis había realizado miles de contrataciones ilegales en el estado griego. Pavlopoulos fue acusado de haber participado.
Como ministro del Interior ocupó la opinión pública debido a la Revuelta en Grecia de 2008, hechos que siguieron al asesinato de Alexis Grigoropoulos, de 16 años, a manos de la policía en Exarchia. Tras el incidente, presentó su renuncia por razones de integridad, pero una renuncia que no fue aceptada por el entonces primer ministro Karamanlis.
A principios de 2011, se emitió la conclusión de la comisión de investigación parlamentaria, que presentaba la participación de Pavlopoulos en el gran escándalo SIEMENS. La conclusión decía, entre otras cosas:

El comité propone que las manipulaciones del Sr. Pavlopoulos permanezcan bajo el microscopio de la investigación parlamentaria. Las acciones del exministro del Interior (2007-2009) en relación con el C4I y específicamente los subsistemas CDSS plantean interrogantes entre los miembros del comité que decidieron que es obvio que el señor Prokopis Pavlopoulos no administró la propiedad pública con el debido cuidado que le fue acreditado en su calidad de Ministro.

### Presidente de la República (2015–2020)
El 17 de febrero, el primer ministro Alexis Tsipras nominó a Pavlopoulos como candidato de la coalición gobernante Syriza - ANEL a la presidencia de Grecia en las elecciones presidenciales que comenzaron en diciembre de 2014.  El 18 de febrero de 2015, con el apoyo de Syriza, ANEL y su propio partido, Nueva Democracia, Pavlopoulos fue elegido por el Parlamento Helénico como nuevo presidente de Grecia con 233 votos votos contra su rival Níkos Alivizátos, quien obtuvo 30 votos. Sucedió a Károlos Papoulias tras el fin del mandato de este último el 13 de marzo de 2015.

## Reconocimientos
Ha recibido el doctorado honoris causa por diversas universidades, entre las que se incluyen la Universidad de la Sorbona, la Universidad Pantheon-Assa, la Universidad Europea de Chipre, la Universidad de Coimbra, la Universidad de Patras, la Universidad Internacional de Grecia, la Universidad de Macedonia, la Universidad Demócrito de Tracia y la Universidad del Peloponeso.
- : Gran Collar de la Orden de Makarios III - 30 de marzo de 2015
- : Gran Cruz de la  Orden de la Legión de Honor - 22 de octubre de 2015
- : Caballero de la Gran Cruz con Collar de la Orden del Mérito de la República Italiana - 23 de noviembre de 2015[9]
- : Gran Collar de la Orden del Infante Don Enrique - 27 de enero de 2017[10]
- Caballero de la Orden del Águila Blanca - 18 de noviembre de 2017
- Orden de la República de Serbia - 15 de febrero de 2021[11]

## Obras
- La directive en droit administratif (La directiva en el derecho administrativo, París, 1977)
- Η συνταγματική κατοχύρωση της αιτήσεως ακυρώσεως (La garantía constitucional de la demanda de nulidad, Atenas, 1982)
- Η προσωρινή δικαστική προστασία στο Κοινοτικό Δίκαιο (Protección judicial temporal en derecho comunitario, Atenas, 1982)
- Η αστική ευθύνη του δημοσίου (La responsabilidad civil del público, Sakkoula, 1986)
- Η σύμβαση εκτέλεσης δημόσιου έργου. Άρθρα και γνωμοδοτήσεις (El contrato para la ejecución de un proyecto público. Artículos y opiniones, Sakkoula, 1997)
- Θεμελιώδης δικονομική νομοθεσία: Οι δικονομικοί κώδικες (Legislación procesal fundamental: Los códigos procesales, Sakkoula, 2007)
- Διοικητικό δίκαιο (Derecho administrativo, Sakkoula, 2010)
- Η αναθεώρηση του συντάγματος υπό το πρίσμα της κοινοβουλευτικής εμπειρίας (La revisión de la constitución a la luz de la experiencia parlamentaria, Libani, 2010)
- Το Δημόσιο Δίκαιο στον αστερισμό της οικονομικής κρίσης (El Derecho Público en la constelación de la crisis económica, Libani, 2013)